# Neochactas granosus
Espèce
Synonymes
- Broteochactas granosus Pocock, 1900

Neochactas granosus est une espèce de scorpions de la famille des Chactidae.

## Distribution
Cette espèce se rencontre en Guyana et au Brésil au Roraima,.

## Description
Le mâle holotype mesure 46 mm.

## Systématique et taxinomie
Cette espèce a été décrite sous le protonyme Broteochactas granosus par Pocock en 1900. Elle est placée dans le genre Neochactas par Soleglad et Fet en 2003.

## Publication originale
- Pocock, 1900 : Myriapoda and Arachnida. Report on a collection made by Messrs F. V. McConnell and J. J. Quelch at Mount Roraima in British Guiana. Batrachians. Transactions of the Linnean Society of London, sér. 2, vol. 8, p. 64-71 (texte intégral).